# Иберо-римляне
Иберо-римляне (испано-римляне; лат. Ibero-romani, Hispano-romani) — население римских провинций Тарраконская Испания, Лузитания и Бетика (Пиренейского полуострова), сформировавшееся в результате ассимиляции и романизации обитавших здесь кельтских и иберийских племен (см. доримское население Иберии) римлянами. Латинский язык постепенно вытеснил местные языки и занял доминирующее положение с рядом местных особенностей.

## История
В результате поражения Карфагена во Второй Пунической войне (в 201 году до н. э.) Иберийский полуостров постепенно переходит под власть римлян. Он был местом, где римляне основали свою первую неиталийскую провинцию, поэтому романизация местного населения носит глубокий и интенсивный характер. При императоре Августе в результате Кантабрийских войн было завершено покорение Испании (27—19 годы до н. э.)
Процесс романизации ускорялся активным строительством римских колоний и раздачей земельных участков для легионеров и италиков. Наиболее романизированной частью Испании была южная часть Лузитании, Бетика, и прибрежная часть Тарраконской Испании. Наименьшей романизации подверглись северные горные регионы, населенные племенами басков.
К I веку н. э. иберо-римляне внесли ощутимый вклад в развитие Римской империи. Из Испании происходят поэты Сенека, Лукан, Марциал, Квинтилиан. Иберо-римляне дали империи многих знаменитых императоров — в том числе Траяна, Адриана, Феодосия.
В 212 году все иберо-римляне вместе с остальными жителями империи получили римское гражданство. В III веке и особенно в IV веке в Испании распространяется христианство.
После гибели Западной Римской империи местное романизированное население продолжительное время находилось под властью сначала германского племени готов, а затем арабов. Иберо-римляне стали основой формирования кастильцев, португальцев, галисийцев, каталонцев, арагонцев, астурийцев.